# Bārāsat (ort i Indien, South 24 Paraganas)
Bārāsat är en ort i Indien.   Den ligger i distriktet South 24 Paraganas och delstaten Västbengalen, i den östra delen av landet, 1 300 km sydost om huvudstaden New Delhi. Bārāsat ligger 7 meter över havet och antalet invånare är 237 783.
Terrängen runt Bārāsat är mycket platt. Runt Bārāsat är det mycket tätbefolkat, med 1 754 invånare per kvadratkilometer. Bārāsat är det största samhället i trakten. Trakten runt Bārāsat består till största delen av jordbruksmark.